# Otronia muehlbergi
Otronia muehlbergi és una espècie extinta de mamífer notoungulat de la família dels notostilòpids que visqué a Sud-amèrica durant l'Eocè, fa entre 42 i 48 milions d'anys. Se n'han trobat restes fòssils a la província argentina de Chubut. Es tracta de l'única espècie del gènere Otronia. Tenia la mateixa fórmula dental que el seu parent proper Notostylops. Mancava de diastemes de dimensions considerables. El nom genèric Otronia fa referència al llac Otrón, situat a poca distància de la localitat tipus. La forma Otrhonia, que es veu ocasionalment, és errònia.